# Lingsugur
Lingsugūr är en ort i Indien.   Den ligger i distriktet Raichur och delstaten Karnataka, i den södra delen av landet, 1 400 km söder om huvudstaden New Delhi. Lingsugūr ligger 509 meter över havet och antalet invånare är 29 783.
Terrängen runt Lingsugūr är platt. Runt Lingsugūr är det ganska tätbefolkat, med 192 invånare per kvadratkilometer. Lingsugūr är det största samhället i trakten. Trakten runt Lingsugūr består till största delen av jordbruksmark.